# 839地区
839地区，对外名称绵阳科学城，是四川省直属正地厅级行政管理区。“839”来自于中国政府1983年9月制定的一个计划。该计划用于将中国的核武器研究院（中国工程物理研究院）从分散在四川北部的多个山区“老点”迁移到四川省绵阳市。该计划大约在1994年实施结束。此后，中国工程物理研究院在绵阳所处的区域也被称为“839地区”。

## 行政区划

### 管理机关
中国工程物理研究院、四川省人民政府在绵阳科学城设中国工程物理研究院公共事务管理部（四川省人民政府科学城办事处）（正地厅级），作为科学城行政管理机关。该部（处）作为中物院事业的组成部分，负责中国工程物理研究院在川征地范围内的行政管理和行政执法工作，承办省政府交办的其他事项。部（处）机关驻绵阳市游仙区四川省人民政府科学城办事处机关大楼。

### 下辖政区
绵阳科学城下辖以下街道办事处：
春雷街道